# Ugolino (cantante)
(Ugolino, Ma che bella giornata)
Ugolino, pseudonimo di Guido Lamberti (Paola, 24 febbraio 1940), è un cantautore italiano che è stato attivo negli anni sessanta e settanta.
Considerato uno dei padri del rock demenziale, aveva uno stile in anticipo sui tempi, ricollegabile a quello di artisti come Enzo Jannacci e Rino Gaetano.

## Biografia
Calabrese di nascita, nato a Paola, in provincia di Cosenza, all'età di quattro anni perde la madre e si trasferisce ancora bambino con il padre a Genova, crescendo in collegio.
Inizia ad interessarsi alla musica e a comporre canzoni insieme a Giuseppe Cappelletti e, dopo aver inciso un 45 giri per la FP4/Enterprise, entra in contatto con Detto Mariano, che lo mette in contatto con la RCA Talent con cui nel 1968 pubblica il suo 45 giri più famoso, Ma che bella giornata che, grazie alla partecipazione di Ugolino alla trasmissione televisiva Quelli della domenica, condotta da Paolo Villaggio, riscuote subito successo: il pubblico dimostra di apprezzare i testi ironici ed eclettici scritti da Lamberti, accoppiati a musiche orecchiabili e ben arrangiate.
Fa un'apparizione nel film I due magnifici fresconi (un imbroglio tutto curve), con la regia di Marino Girolami (e l'interpretazione di Franco Franchi e Ciccio Ingrassia), cantando Ma che bella giornata.

Anche i 45 giri successivi hanno un buon successo, ponendosi quasi come antesignani del rock demenziale: in particolare La domenica e Meno male.
Tutte queste canzoni vengono raccolte nel 1970 in un album, dove sono presenti anche canzoni con uno stile più pacato, a volte vicino al folk, e altre invece decisamente rock, anche se con mescolanze riuscite con la tradizione italiana (del resto Ugolino sosteneva nelle sue interviste che il rock era nato dalla tarantella, portata negli Stati Uniti d'America dagli immigrati italiani, concetto che verrà ripreso e sostenuto in seguito anche da Ivan Graziani).
Passa quindi alla Dischi Ricordi, con cui incide alcuni 45 giri che non riescono a raggiungere il successo dei primi dischi, per cui Ugolino (anche autore per altri artisti, nel 1970 scrive Faccia da schiaffi per Paola Musiani e nel 1972 scrive Guardo la città per Dominga) cambia nuovamente casa discografica, passando alla Music di Walter Guertler, che pubblica nel 1973 il suo secondo disco, intitolato Nudo e crudo: è un disco che si colloca sulla linea delle canzoni precedenti, prodotto da Gianni Dall'Aglio, l'ex batterista de I Ribelli, che Ugolino ha conosciuto ai tempi del Clan.
L'album passa completamente inosservato, anche per la scarsa distribuzione, ed Ugolino decide di dedicarsi alla carriera teatrale, preparando spettacoli basati sulla commistione di canzone e teatro (sul modello di quello che fa, nello stesso periodo, Giorgio Gaber): uno di questi spettacoli si intitola Pinocchiaccio, e Ugolino riesce a convincere David Zard a produrre il disco con le canzoni dello spettacolo, ma l'uscita nel 1977 dell'album Burattino senza fili di Edoardo Bennato fa accantonare il progetto.
Per una piccola casa discografica, la Pierrot (etichetta fondata dal maestro Romolo Corona), incide comunque nello stesso anno un disco che riscuote un certo successo, Siam rimasti fregati, seguito l'anno dopo da Liberi tutti, pubblicato dalla Philips: l'esito commerciale è però deludente, e Ugolino si ritira dal mondo musicale, trasferendosi in Valle d'Aosta e dedicandosi all'attività teatrale.
Nel 1994 i Sensasciou hanno reinterpretato Ma che bella giornata, traducendola in genovese e incidendola nella compilation Fatti e rifatti, pubblicata dalla BMG.
Nel febbraio del 2009 Gli Amici di Jachy hanno portato in scena al Teatro della Gioventù di Genova lo spettacolo Pinocchiaccio Opera quasi Rock con la supervisione degli autori e la regia di Paolo Pignero, riportando un ampio consenso di pubblico.
Lo spettacolo è stato poi riproposto dalla stessa compagnia nel febbraio 2010 presso il teatro Giacosa di Aosta per festeggiare i trent'anni di vita e attività teatrale di Guido Lamberti nella regione Valle d'Aosta.
In seguito, in memoria della grande e antica amicizia che lo legava con la città di Filottrano in provincia di Ancona, e in particolare con un uomo, Franco Carancini, da poco scomparso, Guido Lamberti ha riportato nell'ottobre del 2012 Gli Amici di Jachy e il suo Pinocchiaccio nella città marchigiana nella cornice del Teatro Torquis riportando nuovamente un vasto consenso.
Il 1º gennaio 2024, Stefano Bollani e Valentina Cenni reinterpretano “Ma che bella giornata” come brano di chiusura di una puntata della trasmissione “Via dei matti nº 0”.

## Discografia

### 33 giri
- 1969 - Ugolino - (RCA Milano, MSL 10447)
- 1973 - Nudo e crudo - (Music, LPM 2007)
- 1977 - Siam rimasti fregati - (Pierrot, 8400 001)
- 1978 - Liberi tutti - (Philips, 6323 067)

### 45 giri
- 1967 - I miei diritti/Le scoperte di Guido - (FP4; inciso con la denominazione Le scoperte di Guido)
- 1968 - Ma che bella giornata/Gianni il barista - (RCA Talent, TL 10)
- 1969 - Meno male/La domenica - (RCA Milano, M8)
- Aprile 1970 - Lei mi ama/Un quarto di rosso - (RCA Italiana, PM 3513)
- 1971 - La vita è bella bella/Senza amore non posso stare - (Dischi Ricordi, SRL 10.624)
- 1971 - I soldi non son tutto/Il 2000 - (Dischi Ricordi, SRL 10.648)
- 22 aprile 1977 - Il matto/La spina bianca - (Pierrot, 8100 001)
- Maggio 1977 - L'amore secondo Matteo/Donne - (Pierrot, 8100 002)
- 18 giugno 1978 - Ti vacanzi tu!? Mi vacanzo anch'io/Com'era bello - (Philips,  6025 207)
- 1978 - Simpatiche canaglie/Liberi tutti - (Philips,  6025 218)

### 45 giri pubblicati all'estero
- 1969 - Que bella jornada/Juan el barista - (RCA Victor, 3-10489) - Spagna